# هاوران
هاوران (به چکی: Havraň) یک منطقهٔ مسکونی در جمهوری چک است که در ناحیه موست واقع شده‌است. هاوران ۱۷٫۱۶ کیلومتر مربع مساحت و ۵۰۲ نفر جمعیت دارد و ۲۴۵ متر بالاتر از سطح دریا واقع شده‌است.